# 西加德納 (緬因州)
西加德納（英語：West Gardiner）是一個位於美國緬因州肯納貝克縣的市鎮。

## 人口
根據2020年美國人口普查的數據，西加德納的面積為70.11平方千米，當中陸地面積為63.79平方千米，而水域面積為6.32平方千米。當地共有人口3671人，而人口密度為每平方千米52人。